# 2865 Laurel
2865 Laurel là một tiểu hành tinh ở vành đai tiểu hành tinh chính, được phát hiện bởi Cyril V. Jackson vào năm 1935. Kết quả đo được là 14.72 km ở đường kính và được đặt theo tên của nhà hài kịch Stan Laurel.